# 新座堂街

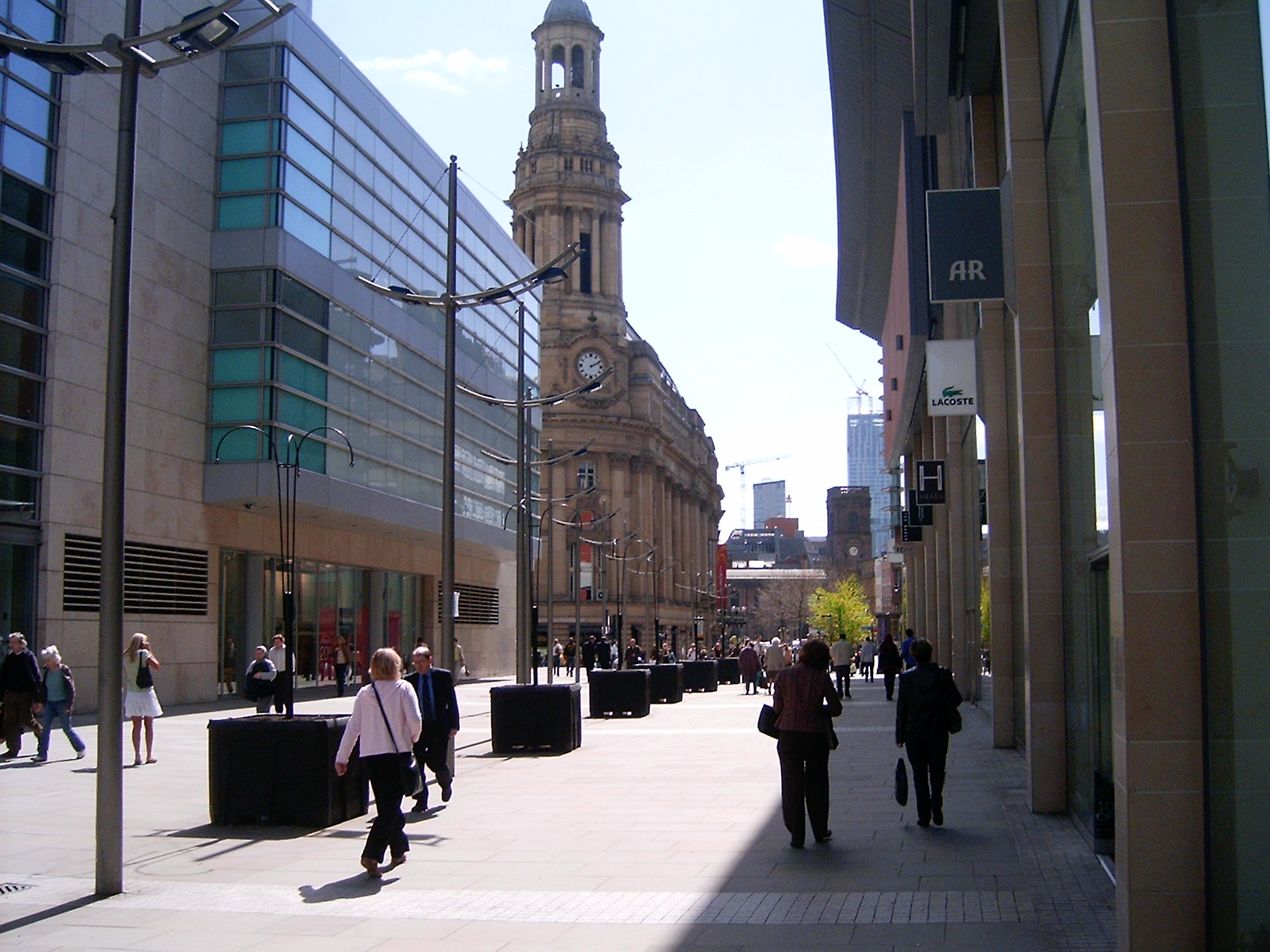
新座堂街

新座堂街（New Cathedral Street）是英格兰曼彻斯特市中心的一条步行零售街，介于Exchange Square与Exchange Street之间。这条街上有马莎百货、Selfridges（东侧）、夏菲尼高、Ted Baker、雨果博斯、拉科斯特、路易威登、Reiss、Henri Lloyd、Massimo、Zara 和博柏利（西侧）等店铺。
1996年曼彻斯特爆炸案以后，这条街和两侧建筑全部重建。